# Deverra
Deverra là chi thực vật có hoa trong họ Apiaceae.